# КК Младост '76
Кошаркашки клуб „Младост 76“ је кошаркашки клуб из Прњавора, РС, БиХ.

## Историја
Основан је 1976. године од стране групе ентузијаста на челу са проф. Николом Николићем. У свом досадашњем раду углавном се ослањао на играчки кадар који је поникао у млађим категоријама овог клуба. Тренутно у клубу функционише школа кошарке са сениорским погоном који се такмичи у II лиги Републике Српске.
Значајнији успјеси из новије историје овог клуба је пласман на завршницу првенства Републике Српске у сезони 1996/97. када су освојили треће мјесто. У редовима овог клуба каријеру је започело неколико играча који су оставили значајан траг у републичким оквирима играјући за познате клубове (бањолучки „Борац“ Игокеу из Александровца, те београдску „Црвена звезду“ итд.). У организацији овог клуба одржава се традиционални меморијални турнир у част Слободана Подгорца – Бобана који је до сада имао 9 издања.

## Успјеси
- Друга лига Републике Српске
  - Прво мјесто (1): 2011/12.
  - Прво мјесто (1): 2006/07.
- Прва лига Републике Српске
  - Треће мјесто (3): 1996/97.

## Тренутна постава
Састав у сезони 2014/15.
- 4
- Бојан Живковић
- бек
- 1994.
- |5
- Зоран Шврака
- бек
- 1994.
- |7
- Мирко Васић
- плеј
- 1993.
- |8
- Милан Сувајац
- центар
- 1998.
- |9
- Божо Марић
- плеј
- 1993.
- |10
- Далибор Миоданић
- крило
- 1993.
- |11
- Харис Пекић
- бек
- 1999.
- |12
- Немања Мандић
- центар
- 1997.
- |13
- Дејан Лазић
- бек
- 1993.
- |14
- Ренко Марковић
- бек
- 1984.
- |15
- Милош Југовић
- крилни центар
- 1995.
- |16
- Саша Цвијановић
- бек
- 1999.
- |17
- Славиша Петровић
- крило
- 1985.
- |18
- Радислав Њежић
- крило
- 1990.
- |19
- Мирко Цвијановић
- плеј
- 1996.
- |99
- Дејан Јовановић
- плеј
- 1997.